# Gil Lancaster
Gil Lancaster Frazão de Moraes (Piracuruca, 20 de março de 1962), mais conhecido como Gil Lancaster, é um empresário, radialista e político brasileiro, filiado ao Partido Socialista Brasileiro (PSB). Foi deputado estadual pelo estado de São Paulo de 2015 a 2019.
É casado com Suzana Lancaster e pai de quatro filhos: Daniel, as gêmeas Tatiane e Talita e Filipe; avô de cinco netos e um devotado cristão, dedicado às causas sociais. Sua trajetória de vida é conhecida por ser uma história de superação.

## Biografia
Gil Lancaster nasceu em Piracuruca, no interior do Piauí. De uma infância sofrida, humilde (chegou a passar fome), o pai alcoólatra batia na mãe, para uma carreira empresarial bem-sucedida e uma família sólida e feliz.
Seu primeiro emprego foi como ajudante da mãe, que era faxineira. Chegava a fazer duas faxinas por dia em casas de família. Filho mais velho de sete irmãos, dividia seu tempo entre a escola e ajudar a mãe com as faxinas e a cuidar dos sete irmãos.
Aos 13 anos conseguiu seu primeiro emprego “oficial” numa farmácia e trabalhava de domingo a domingo. Era uma criança com responsabilidades de adulto.
Ainda adolescente, Gil Lancaster se tornou evangélico e, na igreja, conheceu sua esposa Suzana com quem se casou aos 21 anos.
Gil Lancaster foi ainda office boy, trabalhou no estoque de uma loja de material de construção, na qual veio a se tornar vendedor, até que em meados de 1980, inspirado por um seriado de televisão chamado CHIPS – sobre dois policiais na cidade de Los Angeles (Estados Unidos) foi buscar informações sobre como poderia entrar para a Polícia Rodoviária.
Em 1981, prestou todos os exames na Polícia Militar e se classificou para fazer a Escola de Soldado no Batalhão “Tobias de Aguiar”, a famosa ROTA. Foram sete anos de serviço pesado, quando, por conta de uma enfermidade, ele se viu impossibilitado de continuar a ascender sua carreira dentro desta tropa de elite.
Nesta época, Gil Lancaster também fazia um trabalho extra na ótica do seu cunhado e começou a se interessar pelo ramo. Foi quando fez um Curso de Ótica Oftálmica, no SENAC. Em 1987, se formou e largou definitivamente a Policia Militar para se dedicar ao ramo ótico. Alguns meses depois, Gil Lancaster abre sua primeira ótica.